# طبقة الوصلة
طبقة الوصلة (بالإنجليزية: Link Layer)‏ هي آخر طبقة في حزمة بروتوكولات الإنترنت، تقع هذه الطبقة طبقة الإنترنت، وتسمى وحدة بيانات البروتوكول فيها إطار البيانات.
أشهر البروتوكولات العاملة في هذه الطبقة بروتوكول الإيثرنت وأيضاً عائلة بروتوكولات آي تربل إي 802.11 المعروفة تجارياً باسم واي فاي، تقابل هذه الطبقة طبقة ربط البيانات في نموذج الاتصال المعياري.

## طبقة الربط في بروتوكول TCP/IP
لا توجد طبقة ربط وطبقة مادية بالكامل في بروتوكول TCP/IP, هذا مايجعله مستقلا عن أي تقنيات أخرى في هاتين الطبقتين . يرتكز بروتكول TCP/IP على تقنيات أخرى في هاتين الطبقتين لكي يتم الإتصال بشبكة الإنترنت . التقنيات الأخرى هي تقنيات الشبكات المحلية مثل: شبكة الإثرنت، شبكة FDDI , شبكة Token Ring. بالنسبة لجهاز الحاسب الآلي الغير مربوط بشبكة محلية، يوفر بروتوكول TCP/IP بروتوكولين ليمكناه من الإتصال بشبكة الإنترنت هما بروتوكول Serial Line Internet Protocol SLIP و Point-to-Point . جميع الوظائف التي تم شرحها في الطبقة المادية وطبقة الربط في معيار OSI يتم تأديتها في طبقة الربط الخاصة ببروتوكول TCP/IP. لتتم الترجمة بين الشبكات المحلية من جهه وطبقة الاتصال بالإنترنت في بروتوكول TCP/IP يوفر بروتوكول TCP/IP بروتوكول ARP. وبروتوكول RARP.
بروتوكول SLIP و PPP
يعمل هذان البروتوكولان في طبقة الربط من بروتوكول TCP/IP. حيث يمكن إستخدامهما لربط جهازي حاسب آلي باستخدام شبكة الهاتف، عن طريق مودم.
على الرغم من أنهما يعملان في طبقة الربط، إلا انهما لا يستخدمان في ربط أجهزة حاسب آلي تشترك في كيبل واحد لتكوين شبكة محلية مثل الإيثرنت.
بروتوكول SLIP. الوثيقة رقم RFC 1055, يعتبر من أبسط البروتوكولات المستخدمة لربط جهازي حاسب آلي بواسطة خطوط تسلسلية مثل شبكة الهاتف (جهاز مودم) عن طريق الفتحة التسلسلية للجهازين. فقط الجهازان المربوطان بالكيبل يستخدمانه وباتالي لاتوجد مشاركة على الكيبل من أكثر من جهاز. لذا لايستخدم هذا البروتوكول عناوين للأجهزة. لهذا السبب يسمى هذا البروتوكول بالبروتوكول الموجهة من نقطة إلى نقطة End-to-End Protocol نظراً لبساطته الشديدة، لايقدم هذا البروتوكول أيا من الوظائف اللازمة للتحقق من صحة البيانات المرسلة حيث أن شبكة الهاتف تم تصميمها لنقل الصوت وبالتالي لكي يتم نقل بيانات عليها يجب على الجهازين الموجودين في طرفي قناة الاتصال أن يوفرا وظائف التحقق من صحة البيانات المرسلة مثل التحكم بالأخطاء (Error Conterol) وأمن البيانات المرسلة، والتحقق من هوية الشخص المتصل (User authentication). لهذا السبب لايستخدم هذا البروتوكول في الوقت الحاضر.
بسبب افتقار بروتوكول SLIP لوظائف التحقق من صحة البيانات المرسلة، تم تطوير بروتوكول PPP, الوثيقة RFC 1661, والذي يعتبر الآن البروتوكول الأساسي لربط المستخدمين لشبكة الإنترنت,
يقدم هذا البروتوكول الكثير من الوظائف مثل
- تبادل عناوين الشبكة (IP Addresses) بين المستخدم ومقدم خدمة الإنترنت
- يدعم الكثير من بروتوكولات طبقة الشبكة وليس قاصراً على بروتوكول IP
- يوفر خدمات أمنية مثل التحقق من هوية المستخدم الذي يريد ان يصل لشبكة الإنترنت (Authentication). وذلك باستخدام رقم المستخدم وكلمة السر.
يعتبر بروتوكول PPP معقداً ,
إلا أنه يمكن تلخيص عمله بالمراحل التالية
مرحلة البداية حيث لايوجد إتصال: في هذه المرحلة لايوجد إتصال بيت الجهازين إلى ان يقوم المستخدم بتشغيل برنامج المودم لطلب رقم مزود الخدمة.
مرحلة تأسيس الاتصال: بعد تأسيس قناة الاتصال بين الجهازين، تبدأ المفاوضات بين الجهازين وذلك بإرسال رزم PPP من الجهاز المرسل (عادة المستخدم) إلى المستقبل (عادة مزود خدمة الإنترنت). هذه المفوضات تشمل عدة خيارات منها: البروتوكول الذي سيتم استخدامه للتأكد من هوية المستخدم (Authentication Protocol), إمكانية ضغط بعض البيانات الملرسلة (Data Compression), نوع بروتوكول طبقة الشبكة (عادة بروتوكول IP في شبكة الإنترنت), آلية تصحيح واكتشاف الأخطاء
مرحلة التأكد من هوية المستخدم (Authentication Phase): إذا إتفق الجهازان على استخدام بروتوكول معين للتأكد من هوية المستخدم مثل بروتوكول PAP (Password Authenication) أو CHAP (Challenge Handshake Authentication Protocol), فان الجهازين يبآن بتبادل الرزم الخاصة بهذا البروتوكول.
مرحلة مراقبة جودة الاتصال: إذا اتفق الجهازان على استخدام بروتوكول معين للتأكد من جودة الإتصال، فإن الجهازين يبدآن بتبادل الرزم الخاصة به.
مرحلة تكوين بروتوكول طبقة الشبكة: بروتوكول PPP ليس قاصراً العمل مع بروتوكول طبقة الشبكة IP, ولكنه يدعم عدة أنواع. في هذه المرحلة يتم التفاوض على نوع بروتوكول طبقة الشبكة الذي سيتم استخدامه. بالنسبة لمستخدمي الإنترنت، هذا هو بروتوكول IP.
```
مرحلة فتح قناة الاتصال: بعد الانتهاء من جميع المفوضات السابقة، تكون قناة الاتصال جاهزة لارسال البيانات، حيث يبدأ جهاز المستخدم بارسال البيانات مثل الشروع في فتح أحد المواقع على شبكة الإنترنت.
```

مرحلة إنهاء الاتصال: في هذه المرحلة يتم تبادل رزم PPP لانهاء الاتصال وذلك بعد أن يوقف المستخدم جهاز المودم. بروتوكول ARP و RARP هذان البروتوكولان يعملان في طبقتي الربط وطبقة الاتصال بالإنترنت. بروتوكول ARP(Ethernet Address Resolution Protocol), الوثيقة رقم RFC 826, يؤدي وظيفة محددة للبروتوكول العامل في طبقة الاتصال بالإنترنت وهو IP. بروتوكول IP يحدد عنوان شبكة لكل جهاز موجود في شبكة الإنترنت.عندما يكون الجهاز مربوط في شبكة محلية مثل الإيثرنت، فإن بروتوكول IP لايفهم العنوان المادي للأجهزة وبالتالي يعتمد على بروتوكول ARP ليقوم بالحصول على العنوان المادي، هناك رزمة وصلت من خادم الويب موجهة للحاسب الآلي الذي عنوانه 172.16.16.4. عندما تصل الرزمة إلى جهاز التوجيه (Router) الذي يعمل في طبقة الشبكة، فإنه لايستطيع أن يرسلها إلى الجهاز المستقبل حيث أنه لايعرف العنوان المادي. يقوم بروتوكول ARP الموجود في جهاز التوجيه بارسال طلب ARP, إلى جميع الأجهزة المربوطة في الشبكة المحلية مستفسراً عن العنوان المادي لجهاز الذي له عنوان شبكة 172.16.16.4. تستقبل جميع الأجهزة هذا الطلب، ومن ثم الجهاز صاحب العنوان يستجيب (ARP Reply) بأن يرسل عنوانه المادي. بروتوكول RARP يقوم بالعملية العكسية، يستخدم عادة في أجهزة الحاسب الآلي التي لاتمتلك اسطوانة صلبة (Diskless Computer), وبالتالي لايملك نظام تشغيل. للحصول على نظام التشغيل يقوم هذا الجهاز بتحميله من جهاز خادم على الشبكة. ولكي يتم تحميل نظام التشغيل، يجب أن يحصل هذا الحاسب على عنوان شبكة (IP Address) لكي يكون مربوطاً بالشبكة. عند بدأ تشغيل هذا الحاسب، يرسل طلب RARP (RARP Request) إلى خادم متخصص فقط بتوزيع عناوين الشبكة يعرف يخادم DHCP) يحتوي هذا الطلب على العنوان المادي للجهاز ويطلب عنوان شبكة. يرد جهاز الخادم برسالة استجابة (RARP Reply) محتوياته على عنوان شبكة. يستخدم جهاز الحاسب هذا العنوان للاتصال بخادم الشبكة الذي يزوده نظام التشغيل.

## بروتوكولات طبقة الربط
بروتوكولات الربط
- بروتوكول الإيثرنت
- عائلة بروتوكولات آي تربل إي 802.11
- بروتوكول تبديل الأطر
- الواجهة البينية للبيانات الموزعة بالألياف (FDDI)

أخرى
- بروتوكول الشجرة المتفرعة (STP).
- بروتوكول الربط بين الأنظمة الوسيطية (IS-IS)
- بروتوكول حل العناوين (ARP)